# Remontay McClain
Remontay McClain (ur. 21 września 1992 w Victorville) – amerykański lekkoatleta specjalizujący się w biegach sprinterskich.
W 2014 zdobył dwa złote medale młodzieżowych mistrzostw NACAC w Kamloops. W 2015 startował na igrzyskach panamerykańskich, podczas których sięgnął po złoto w sztafecie 4 × 100 metrów, a indywidualnie był piąty w finale biegu na 100 metrów. W tym samym roku dwukrotnie stawał na podium mistrzostw NACAC, w tym raz na najwyższym jego stopniu.

## Osiągnięcia
| Rok  | Impreza                       | Miejsce  | Konkurencja             | Pozycja    | Wynik |
| ---- | ----------------------------- | -------- | ----------------------- | ---------- | ----- |
| 2014 | Młodzieżowe mistrzostwa NACAC | Kamloops | bieg na 200 metrów      | 1. miejsce | 20,32 |
| 2014 | Młodzieżowe mistrzostwa NACAC | Kamloops | sztafeta 4 × 100 metrów | 1. miejsce | 38,47 |
| 2015 | Igrzyska panamerykańskie      | Toronto  | bieg na 100 metrów      | 5. miejsce | 10,15 |
| 2015 | Igrzyska panamerykańskie      | Toronto  | sztafeta 4 × 100 metrów | 1. miejsce | 38,27 |
| 2015 | Mistrzostwa NACAC             | San José | bieg na 100 metrów      | 1. miejsce | 10,09 |
| 2015 | Mistrzostwa NACAC             | San José | sztafeta 4 × 100 metrów | 2. miejsce | 38,45 |

## Rekordy życiowe
- bieg na 60 metrów (hala) – 6,64 (2012)
- bieg na 100 metrów – 10,07 (2015)
- bieg na 200 metrów – 20,12 (2015)